# هيلمار كارلسون
هيلمار كارلسون (بالسويدية: Hjalmar Karlsson)‏ هو ربان ‏ سويدي، ولد في 1 مارس 1906 في أوربرو في السويد، وتوفي في 2 أبريل 1992 في Ekerö Municipality ‏ في السويد.

## وصلات خارجية
- هيلمار كارلسون على موقع الاتحاد الدولي للملاحة الشراعية (موقع جديد) (الإنجليزية)
- هيلمار كارلسون على موقع الاتحاد الدولي للملاحة الشراعية (موقع قديم) (الإنجليزية)
- هيلمار كارلسون على موقع اللجنة الأولمبية الدولية (الإنجليزية)
- هيلمار كارلسون على موقع أوليمبيديا (الإنجليزية)
- هيلمار كارلسون على موقع اللجنة الأولمبية السويدية (السويدية)